# Bläckdöd
Bläckdöd (ty. Tintentot) är en ungdomsbok, fantasyroman av Cornelia Funke som utkom 2008.
Sista delen i en trilogi. 
Första boken: Bläckhjärta (ty. Tintenherz) 
Andra boken: Bläckmagi (ty. Tintenblut).

## Handling
I den tredje och sista boken av bläck-trilogin ligger Ormhuvuds makt fortfarande som en skugga över Ombra. Meggie lever med sina föräldrar på en övergiven gård i bergen, där man nästan skulle kunna glömma vad som hände på Nattborgen. Men nötskrikans läte hörs ibland på natten, och då försvinner Mo med Svarte prinsen och Starke mannen. Allt som är möjligt måste göras för att rädda bläckvärlden undan en odödlig ond härskare.